# 恩城镇
恩城镇，是中华人民共和国山東省德州市平原县下辖的一个乡镇级行政单位。区域面积105.1平方千米。

## 行政区划
恩城镇下辖以下地区：
西城社区、南城社区、东城社区、滨河社区、恩北社区、红运社区、河东社区村、耿贤社区村、闵韩社区村、周李社区村、北十里铺社区村、南于社区村、河西社区村、大军营社区村、南十里铺社区村、秦夏社区村、沙河社区村、五里铺社区村、八里河社区村、金麦社区村、六合社区村、雷魏石社区村和刘官社区村。